# Donald V. Rattan
Donald Volney Rattan  (* 12. September 1924 in Fort Benning, Georgia; † 8. März 2017 in San Antonio, Bexar County, Texas) war ein Generalmajor der United States Army. Er war unter anderem Kommandeur der 8. Infanteriedivision und kommissarischer Kommandeur der 5. Armee.
Donald Rattan war ein Sohn von William Volney Rattan und dessen Frau Rose Harriett Ross. Der Vater war Offizier im US-Heer und wurde in dieser Funktion während seiner Dienstzeit immer wieder an verschiedenen Militärstandorten eingesetzt. Der Sohn wuchs daher an den jeweiligen Einsatzorten des Vaters auf und besuchte die dortigen Schulen. Mitte der 1930er Jahre war er in San Francisco, wo er Augenzeuge des Baus der Golden Gate Bridge wurde. Später besuchte er unter anderem die Staunton Military Academy.
Im Jahr 1945 absolvierte Rattan die United States Military Academy in West Point. Nach seiner Graduation wurde er als Leutnant der Infanterie zugeteilt. In der Armee durchlief er anschließend alle Offiziersränge vom Leutnant bis zum Zwei-Sterne-General.
Im Lauf seiner militärischen Karriere absolvierte Rattan verschiedene Kurse und Schulungen. Dazu gehörten unter anderem die George Washington University, der Infantry School Basic Course, der Infantry Advanced Course, das Command and General Staff College, das Armed Forces Staff College, das NATO Defense College und das United States Army War College.
In seinen jüngeren Jahren absolvierte er den für Offiziere in den niederen Rangstufen üblichen Dienst in verschiedenen Einheiten und Standorten in den Vereinigten Staaten. Dazu gehörten auch Aufgaben als Stabsoffizier in verschiedenen Hauptquartieren. Im August 1964 war er in Bukavu in der Demokratischen Republik Kongo am dortigen amerikanischen Konsulat tätig. Im Zusammenhang mit der damals ausgebrochenen Simba-Rebellion unterstützte er mit seinen militärischen Kenntnissen die regierungstreuen Truppen bei der Verteidigung der Stadt.
In den Jahren 1967 und 1968 war er als Kommandeur einer Brigade im Vietnamkrieg eingesetzt. Mit dieser Einheit nahm er an der Schlacht bei Dak To teil. Während der nordvietnamesischen Tet-Offensive war er mit seiner Brigade an der erfolgreichen Schlacht von Quang Tri (Battle of Quang Tri) beteiligt. Im weiteren Verlauf seiner militärischen Laufbahn war Rattan Stabschef beim XVIII. Luftlandekorps und Stabsoffizier bei der 82. Luftlandedivision.
Zwischen August 1970 und Mai 1972 hatte Donald Rattan das Kommando über die in Deutschland stationierte 8. Infanteriedivision. Anschließend wurde er stellvertretender Kommandeur der 5. Armee. In dieser Eigenschaft war er in den Jahren 1974 und 1975 kommissarischer Kommandeur dieser Armee. Danach war er bis 1979 wieder deren stellvertretender Kommandeur. Anschließend ging er in den Ruhestand.
Donald Rattan wurde auch als Autor einer Abhandlung unter dem Titel Antiguerrilla Operations: A Case Study from History bekannt. In diesem bereits im Jahr 1960 verfassten Werk handelt es sich um eine Studie der Indianerfeldzüge von General George Crook in der zweiten Hälfte des 19. Jahrhunderts.
Er starb am 8. März 2017 in San Antonio in Texas und wurde auf dem Fort Sam Houston National Cemetery beigesetzt.

## Orden und Auszeichnungen
Donald Rattan erhielt im Lauf seiner militärischen Laufbahn unter anderem folgende Auszeichnungen:
- Army Distinguished Service Medal
- Silver Star
- Legion of Merit
- Distinguished Flying Cross
- Bronze Star Medal
- Air Medal
- Joint Service Commendation Medal
- Army Commendation Medal
- Army of Occupation Medal (Japan)
- American Campaign Medal
- Asiatic-Pacific Campaign Medal
- World War II Victory Medal
- National Defense Service Medal
- Korean Service Medal
- Armed Forces Expeditionary Medal (Kongo)
- Vietnam Service Medal
- United Nations Service Medal
- Republic of Vietnam Campaign Medal (Südvietnam)
- Gallantry Cross (Südvietnam)